# Hans Walter Lack

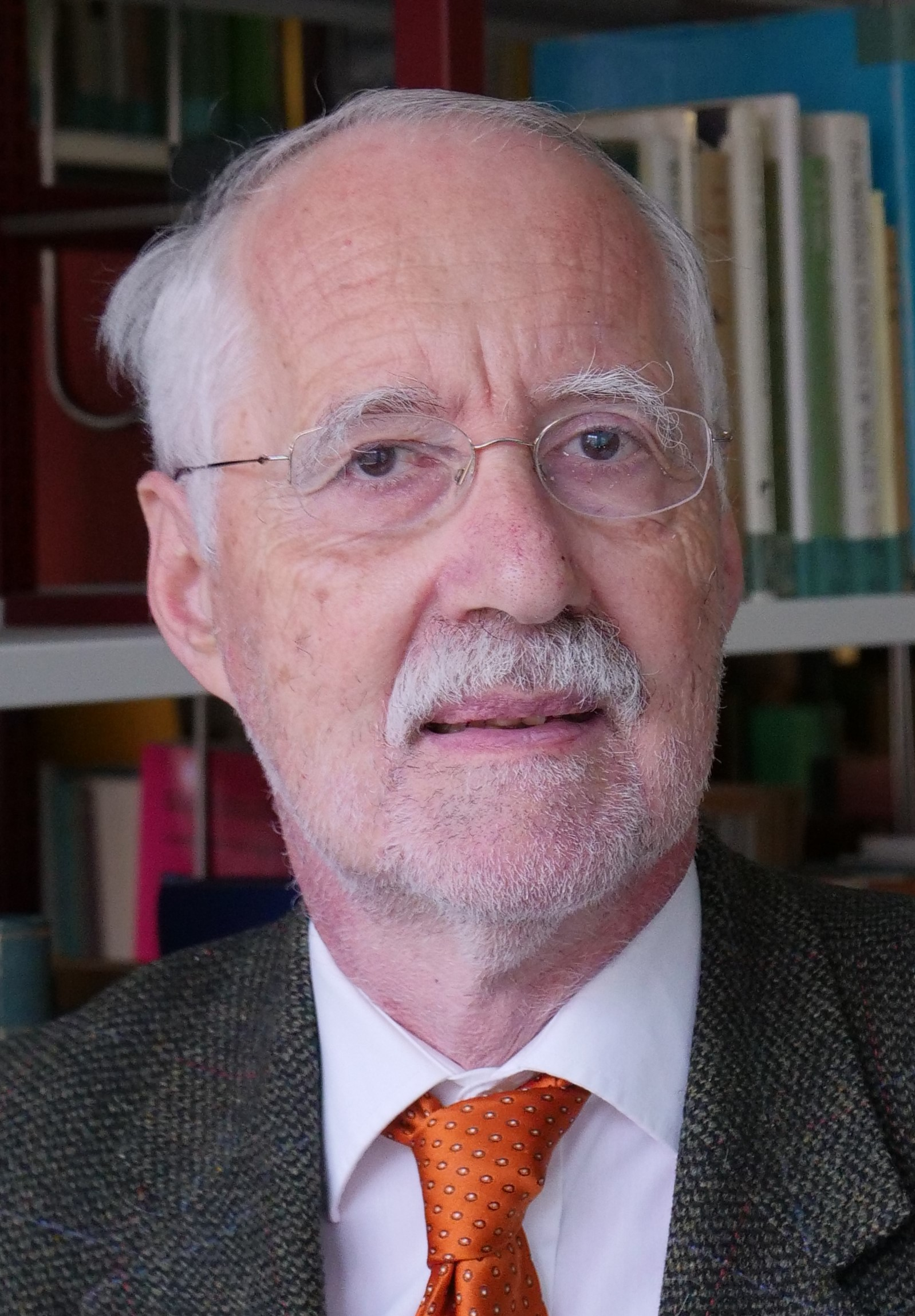
Hans Walter Lack (2019)

Hans Walter Lack (geb. 1949 in Wien) ist ein österreichischer Botaniker und Humboldt-Forscher, langjähriger Direktor am Botanischen Garten und Botanischen Museum Berlin sowie Mitglied einer Reihe internationaler wissenschaftlicher Gesellschaften.  Sein offizielles botanisches Autorenkürzel lautet „Lack“.

## Werdegang und Forschungsstationen
Nach dem Studium der Biologie an der Universität Wien promovierte Lack dort auch 1973 mit einer Arbeit über die Gattung Picris L. Von 1973 bis 1975 war er wissenschaftlicher Mitarbeiter an der Universität Salzburg. Danach wechselte Lack auf Betreiben der Alexander-von-Humboldt-Stiftung an die Universität München und 1977 in eine Kuratorfunktion für den Botanischen Garten und das Botanische Museum in Berlin.
Lack habilitierte sich 1981 mit einer Studie über antiteleochorische Einrichtungen an Disseminulen. Im Jahr 1990 wurde er zum Direktor am Botanischen Garten und Botanischen Museum Berlin ernannt. Seit 1991 lehrte und forschte er bis zu seiner Emeritierung 2014 als außerplanmäßiger Professor am Fachbereich Biologie der Freien Universität Berlin. Zu seinen Forschungsschwerpunkten gehören die Geschichte der Biodiversitätsforschung, der Pflanzentaxonomie und der botanischen Illustration sowie die Klassifizierung von Korbblütengewächsen wie Astern und Margeriten.
Seine Forschungstätigkeit führte Lack zu zahlreichen Einrichtungen im In- und Ausland und ließ ihn Lehrtätigkeiten an weiteren Universitäten etwa in Italien und Griechenland übernehmen. Er ist unter anderem Mitglied der Akademie der Wissenschaften zu Göttingen, der Akademie gemeinnütziger Wissenschaften zu Erfurt, der Zoologisch-Botanischen Gesellschaft in Wien, der Pückler-Gesellschaft in Berlin, des International Council of Museums in Paris, der Linnean Society of London und der American Society for Plant Taxonomy in San Francisco.

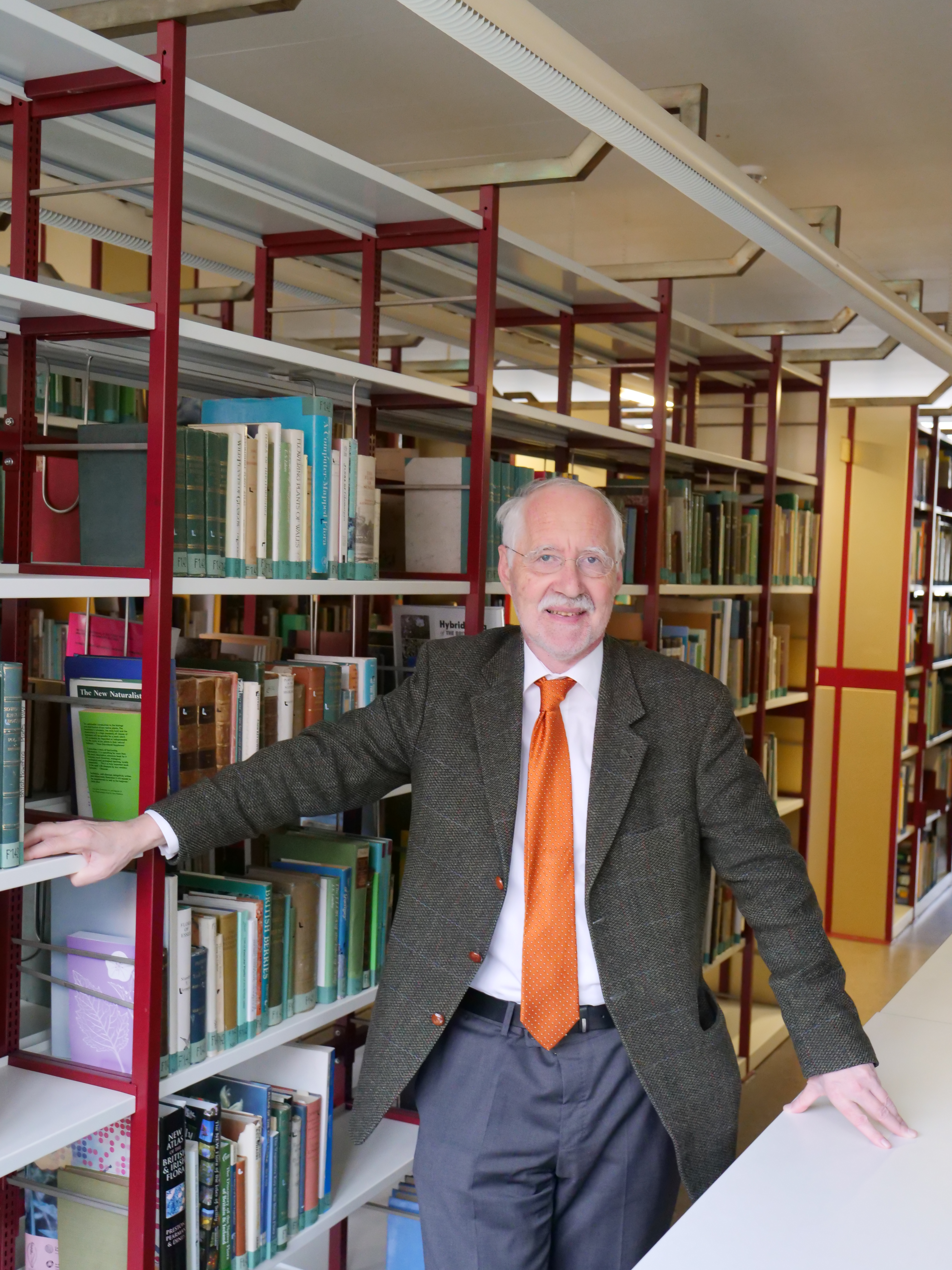
Lack in der Bibliothek des Botanischen Museums Berlin

In der Laudatio anlässlich der Verleihung des Bundesverdienstkreuzes 1. Klasse im Februar 2016 an Hans Walter Lack wurden neben seinen Verdiensten im Bereich der wissenschaftlichen Botanik und bei der Vermittlung naturwissenschaftsgeschichtlicher Zusammenhänge auch sein Einsatz beim Wiederaufbau der Bibliothek des Berliner Botanischen Gartens und -Museums hervorgehoben: „Auch deshalb zählt die botanische Bibliothek heute zu den wohl wichtigsten deutschsprachigen Bibliotheken überhaupt und ist damit zentraler Bestandteil des Berliner Bibliothekssystems“.

## Auszeichnungen (Auswahl)
- 1996: Großes Ehrenzeichen der Republik Österreich
- 2001: Engler-Medaille in Silber der International Association for Plant Taxonomy
- 2001: Sibthorp-Medaille der Universität Oxford
- 2007: Österreichisches Ehrenkreuz für Wissenschaft und Kunst I. Klasse
- 2009: Gründermedaille der Society for the History of Natural History
- 2014: Linné-Medaille der Linnean Society of London
- 2015: Bundesverdienstkreuz 1. Klasse der Bundesrepublik Deutschland
- 2017: Stafleu-Medaille der Internationalen Gesellschaft für Pflanzentaxonomie
- 2017: Rolf-Dahlgren-Preis für Botanik der Königlichen Physiographischen Gesellschaft in Lund

## Schriften (Auswahl)
- Die Gattung Picris L. im ostmediterran-westasiatischen Raum. Dissertationen der Universität Wien 1975.
- Botanik und Gartenbau in Prachtwerken. Mit Eva Lack: Hamburg 1985.
- Ein Garten für die Ewigkeit: Der Codex Liechtenstein. Bern 2003.
- Jardin de la Malmaison: Ein Garten für Kaiserin Josephine. Mit Marina Heilmeyer: München 2004.
- Franz Bauer: das gemalte Zeugnis der Natur. Wien 2008.
- Alexander von Humboldt und die botanische Erforschung Amerikas. München, London, New York, 2. aktualisierte Ausgabe 2018 (Originalausgabe 2009)
- Carl Friedrich Philipp von Martius: Das Buch der Palmen. Köln 2010.
- The Bauers. Joseph, Franz & Ferdinand. Masters of botanical illustration.  London 2015.
- Ein Garten Eden. Köln, 3. Auflage 2016.

Hans Walter Lacks Schriftenverzeichnis zählt insgesamt annähernd 400 Titel. (Zum ausführlichen Schriftenverzeichnis siehe hier unten: „Publikationen“)